# Вердон (Південна Дакота)
Вердон (англ. Verdon) — місто (англ. town) в США, в окрузі Браун штату Південна Дакота. Населення — 3 особи (2020).

## Географія
Вердон розташований за координатами 45°14′39″ пн. ш. 98°5′57″ зх. д. / 45.24417° пн. ш. 98.09917° зх. д. (45.244189, -98.099190).  За даними Бюро перепису населення США в 2010 році місто мало площу 0,65 км², уся площа — суходіл.

## Демографія
Згідно з переписом 2010 року, у місті мешкало 5 осіб у 2 домогосподарствах у складі 1 родини. Густота населення становила 8 осіб/км².  Було 4 помешкання (6/км²).
Расовий склад населення:
| - 100,0 % — білих |

До двох чи більше рас належало 0,0 %. Частка іспаномовних становила 0,0 % від усіх жителів.
За віковим діапазоном населення розподілялося таким чином: 0,0 % — особи молодші 18 років, 100,0 % — особи у віці 18—64 років, 0,0 % — особи у віці 65 років та старші. Медіана віку мешканця становила 22,5 року. На 100 осіб жіночої статі у місті припадало 150,0 чоловіків;  на 100 жінок у віці від 18 років та старших — 150,0 чоловіків також старших 18 років.
Цивільне працевлаштоване населення становило 4 особи. Основні галузі зайнятості: транспорт — 50,0 %, мистецтво, розваги та відпочинок — 50,0 %.